# Hormius vitabilis
Hormius vitabilis är en stekelart som beskrevs av Papp 1990. Hormius vitabilis ingår i släktet Hormius och familjen bracksteklar. Inga underarter finns listade i Catalogue of Life.